# تيري مورفي
تيري مورفي (بالإنجليزية: Terry Murphy)‏ هي ممثلة أمريكية، ولدت في 1948 بكولومبوس في الولايات المتحدة.

## أعمال

### أفلام
- (1995) كاسبر[2][3]

## وصلات خارجية
- تيري مورفي على موقع IMDb (الإنجليزية)
- تيري مورفي على موقع قاعدة بيانات الفيلم (الإنجليزية)